# Tatsuya Enomoto
Tatsuya Enomoto (榎本 達也 Enomoto Tatsuya?, nacido el 16 de marzo de 1979 en Nerima, Tokio) es un exfutbolista japonés. Jugaba de guardameta y su último club fue el FC Tokyo de Japón.

## Episodio conTetsuya Enomoto
Durante la época que jugó en el Yokohama F. Marinos, Tatsuya Enomoto y su compañero de equipo Tetsuya Enomoto se desempeñaron como guardametas del equipo, si bien tienen nombres similares no guardan ninguna relación o parentesco. Sin embargo, hubo muchos fanes que los malinterpretaron como hermanos en ese momento, e incluso cuando se unieron a Vissel Kobe, los fanes les preguntaron acerca de la confrontación entre los hermanos. En ese momento, Tatsuya Enomoto dio a entender que él y Tetsuya no eran hermanos.

### Clubes
| Club                | País  | Año         |
| ------------------- | ----- | ----------- |
| Yokohama F. Marinos | Japón | 1997 - 2006 |
| Vissel Kobe         | Japón | 2007 - 2010 |
| Tokushima Vortis    | Japón | 2011 - 2012 |
| Tochigi SC          | Japón | 2013 - 2014 |
| FC Tokyo            | Japón | 2015 - 2016 |

## Estadística de carrera

### J. League
| Club                | Año   | J. League | J. League | Copa J. League | Copa J. League | Total | Total |
| Club                | Año   | Part.     | Goles     | Part.          | Goles          | Part. | Goles |
| ------------------- | ----- | --------- | --------- | -------------- | -------------- | ----- | ----- |
| Yokohama Marinos    | 1997  | 0         | 0         | 0              | 0              | 0     | 0     |
| Yokohama Marinos    | 1998  | 0         | 0         | 4              | 0              | 4     | 0     |
| Yokohama F. Marinos | 1999  | 0         | 0         | 0              | 0              | 0     | 0     |
| Yokohama F. Marinos | 2000  | 3         | 0         | 2              | 0              | 5     | 0     |
| Yokohama F. Marinos | 2001  | 5         | 0         | 3              | 0              | 8     | 0     |
| Yokohama F. Marinos | 2002  | 30        | 0         | 6              | 0              | 36    | 0     |
| Yokohama F. Marinos | 2003  | 15        | 0         | 4              | 0              | 19    | 0     |
| Yokohama F. Marinos | 2004  | 30        | 0         | 4              | 0              | 34    | 0     |
| Yokohama F. Marinos | 2005  | 11        | 0         | 2              | 0              | 13    | 0     |
| Yokohama F. Marinos | 2006  | 18        | 0         | 5              | 0              | 23    | 0     |
| Vissel Kobe         | 2007  | 31        | 0         | 1              | 0              | 32    | 0     |
| Vissel Kobe         | 2008  | 25        | 0         | 6              | 0              | 31    | 0     |
| Vissel Kobe         | 2009  | 34        | 0         | 2              | 0              | 36    | 0     |
| Vissel Kobe         | 2010  | 17        | 0         | 1              | 0              | 18    | 0     |
| Tokushima Vortis    | 2011  | 4         | 0         | -              | -              | 4     | 0     |
| Tokushima Vortis    | 2012  | 10        | 0         | -              | -              | 10    | 0     |
| Tochigi SC          | 2013  | 36        | 0         | -              | -              | 36    | 0     |
| Tochigi SC          | 2014  | 10        | 0         | -              | -              | 10    | 0     |
| FC Tokyo            | 2015  | 4         | 0         | 3              | 0              | 7     | 0     |
| FC Tokyo            | 2016  | 0         | 0         | 0              | 0              | 0     | 0     |
| FC Tokyo sub-23     | 2016  | 7         | 0         | -              | -              | 7     | 0     |
| Total               | Total | 290       | 0         | 43             | 0              | 333   | 0     |

## Palmarés

### Títulos nacionales
| Título         | Club                | País  | Año  |
| -------------- | ------------------- | ----- | ---- |
| Copa J. League | Yokohama F. Marinos | Japón | 2001 |
| J1 League      | Yokohama F. Marinos | Japón | 2003 |
| J1 League      | Yokohama F. Marinos | Japón | 2004 |